# Llanberis
Llanberis è un comune che si trova nella regione del Gwynedd, nel nord del Galles. Nelle vicinanze c'è il lago di Llyn Padarn della Snowdonia. Ha una popolazione di 1 954 abitanti.
Originariamente il nucleo abitato ruotava attorno all'industria dell'estrazione dell'ardesia, ma dopo la chiusura delle cave, l'economia locale si è rivolta al turismo e alle possibilità date dalla centrale elettrica di Dinorwig.
Da Llanberis si può iniziare l'ascensione del Monte Snowdon, il monte più alto del Galles, a piedi oppure con un piccolo treno a vapore raggiungendo il passo omonimo.

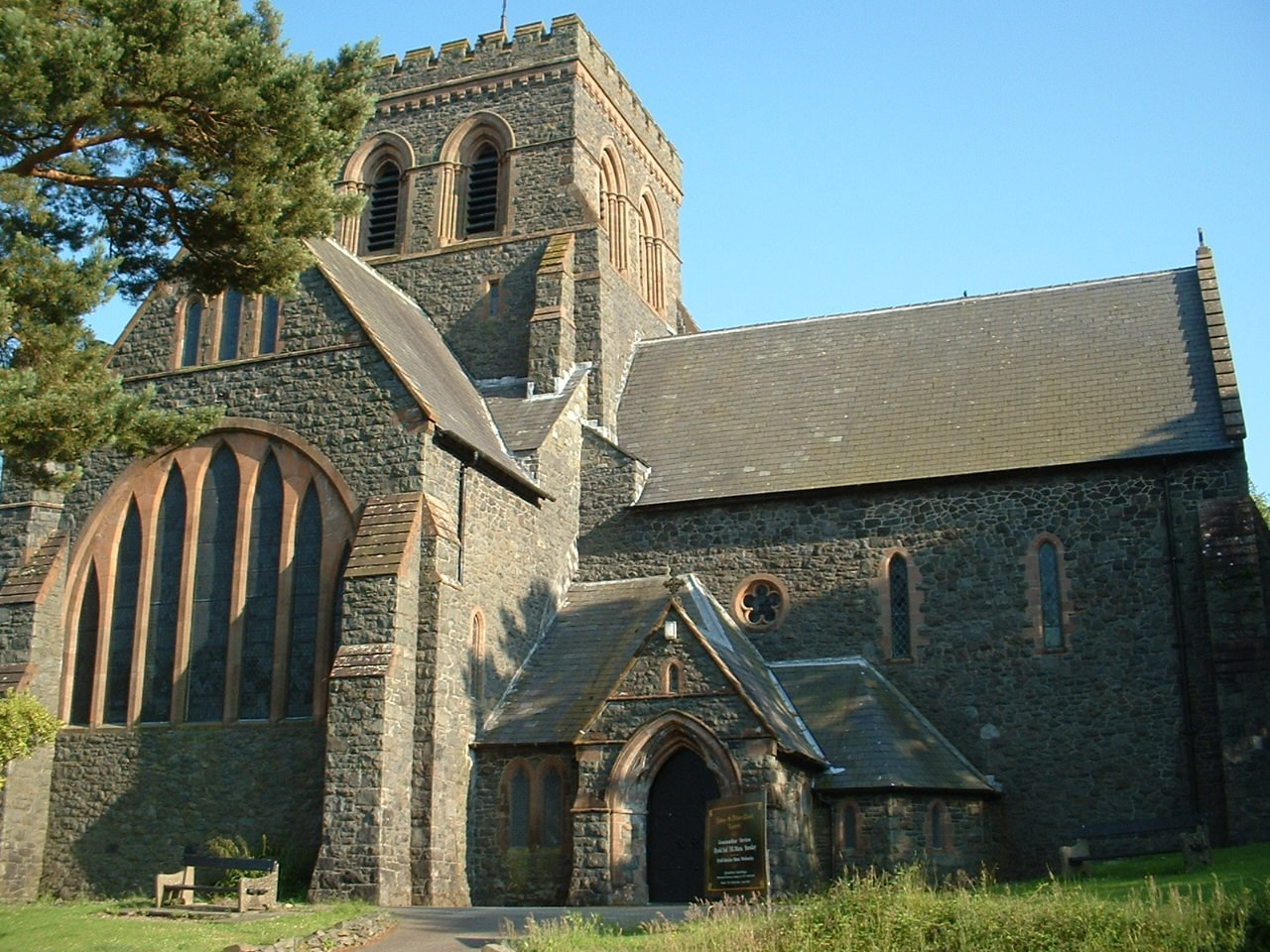
Chiesa di St. Padarn

## Amministrazione

### Gemellaggi
Morbegno, dal 2004